# Męcina Podgórze
Męcina Podgórze – nieczynny przystanek kolejowy położony w Męcinie, w województwie małopolskim, w Polsce. Niewielki budynek dworcowy pozostaje zamknięty.